# Diego García
Diego García es un atolón del archipiélago de Chagos. La isla alberga una base militar estadounidense. Las instalaciones incluyen un aeropuerto, hangares, áreas técnicas, viviendas y otras infraestructuras civiles y un puerto de aguas profundas.
Políticamente la isla fue disputada entre Mauricio y el Reino Unido. Este último es el administrador de la isla, la cual figura políticamente en el Territorio Británico del Océano Índico (BIOT), un territorio británico de ultramar, sin embargo la Corte Internacional de Justicia dictaminó en febrero de 2019 que el archipiélago de Chagos debía ser descolonizado y entregado por el Reino Unido. El gobierno del Reino Unido ignoró el fallo y afirmó que continuaría con la administración.
Entre 1968 y 1973, la población de la isla fue expulsada por la fuerza del Reino Unido y Estados Unidos para construir una base militar estadounidense en la isla. Muchos de los isleños fueron deportados a Mauricio y las Seychelles, después de lo cual Estados Unidos construyó una gran base naval y militar, que ha estado en funcionamiento continuo desde entonces.  A agosto de 2018, Diego García es la única isla habitada de BIOT; la población está compuesta por personal militar y contratistas auxiliares. Es una de las dos bases críticas de bombarderos estadounidenses en Asia-Pacífico, junto con la Base de la Fuerza Aérea Andersen en la isla de Guam, en el Océano Pacífico.
El atolón se encuentra a 3.535 km al este de la costa de Tanzania, 1.796 km al suroeste del sur de la India (Kanyakumari) y 4.723 km al noroeste de la costa oeste de Australia (en el parque nacional Cape Range, Australia Occidental). Diego García se encuentra en la parte más al sur del arrecife marino Chagos-Lakadiv, una vasta cadena montañosa submarina,  cuyos picos están compuestos por arrecifes de coral, atolones e islas como Lacadiv, las Maldivas y el archipiélago de Chagos. La hora local es UTC + 06: 00 durante todo el año (sin horario de verano).
El 23 de junio de 2017, la Asamblea General de la ONU votó para remitir la disputa territorial entre Mauricio y el Reino Unido a la Corte Internacional de Justicia con el fin de aclarar el estatus legal de las islas del Archipiélago de Chagos en el Océano Índico. La propuesta fue aprobada por mayoría de votos, con 94 votos a favor y 15 en contra. 
En septiembre de 2018, la Corte Internacional de Justicia de La Haya consideró los argumentos del caso sobre si el Reino Unido había violado la soberanía de Mauricio cuando ocupó las islas para sus propios fines.
El 1 de octubre de 2024, Reino Unido anunció que entregaría la soberanía de las Islas Chagos a Mauricio, sujeto a la finalización de un tratado, aunque se mantendría el control británico sobre la Diego García durante 99 años debiendo pagar un alquiler anual por esta isla. El Reino Unido se comprometió a pagar reparaciones de daños a los chagosianos, expulsados ilegalmente del archipiélago entre 1965 y 1973. El acuerdo de transferencia se firmó el 22 de mayo de 2025, se estipuló que finalmente la isla de Diego García permanecería bajo administración británica durante al menos 99 años.

## Historia

### Antes de su descubrimiento por los europeos
Según la tradición oral de la población del sur de Maldivas, en el pasado hubo casos de comerciantes y pescadores que terminaron accidentalmente en una de las islas de Chagos, luego de perderse en el mar. Sin embargo, los diversos atolones de Chagos no tienen nombres individuales en la tradición oral de las Maldivas. 
No se sabe nada de la historia de la isla Diego García antes de su descubrimiento por los europeos. Hay varias especulaciones de que la isla probablemente fue visitada por pueblos austronesios alrededor del año 700, o que pudo haber sido visitada por los árabes, que llegaron a Lakadia y Maldivas en el año 900 , pero ninguna de estas teorías ha sido probada.

### Descubrimiento y colonización

#### Dominio portugués
Se discuten los detalles del descubrimiento. Una de las versiones dice que la isla Diego García fue vista por primera vez en 1512 por el explorador y navegante portugués Pedro de Mascarenhas, oriundo de Mértola (Distrito de Beja, Baixo Alentejo), quedando la isla posteriormente deshabitada, mientras que otra de las versiones dice que fue descubierta, en 1544, por el español Diego García de Moguer, natural de Moguer (España).
Se cree que el primer europeo en descubrir la isla fue el navegante, explorador y diplomático portugués Pedro di Mascarenares durante su viaje en 1512-1513. Llamó a la isla Dom García en honor a su patrón, Dom García de Noronha. La isla fue redescubierta por otra expedición portuguesa en 1544, liderada por el explorador español Diego García de Moguer, quien le puso su nombre a la isla.
El mapa de Sebastian Cabot (Amberes,1544) muestra varias islas al sur, que pueden representar las islas Mascaren. El primer mapa que identifica y designa un grupo de islas llamado "Los Chagos", que se superponen exactamente con las islas existentes, es el de Pierre Deselije (mapas Djep de 1550), aunque la isla de Diego García no se nombra. Una isla llamada "Don García" aparece en el atlas Theatrum Orbis Terrarum de Abraham Ortelius (Amberes, 1570), junto con el nombre "Dos Compagnos", justo al norte. Gerard Mercator llamó a la isla "Don García" en su mapa del mundo Nova et Aucta Orbis Terrae Descriptio ad Usum Navigatium Emendate (Duisburg, 1569).
El primer mapa en nombrar la isla con su nombre actual, Diego García, fue el Mapa Mundial del matemático y cartógrafo inglés Edward Wright (Londres, 1599). El mapa del mundo Nova Totius Terrarum Orbis Geographica , del cartógrafo holandés Henrik Hondius II (Amberes, 1630), vuelve a utilizar el nombre dado por Edward Wright, que desde entonces se ha utilizado en todos los mapas del mundo hasta el día de hoy.

### Asentamiento en la isla
Diego García y el resto de las Islas Chagos estuvieron deshabitadas hasta finales del siglo XVIII. En 1778, el gobernador francés de Mauricio cedió la isla de Diego García al Sr. Dupuis de la Faye, y hay evidencia de visitas temporales de los franceses recolectando cocos y pescando.  Varios franceses que vivían en "una docena de chozas" abandonaron la isla cuando la Compañía Británica de las Indias Orientales (EIC) intentó establecer un asentamiento en la isla en abril de 1786. En octubre de 1786, la colonia británica se derrumbó. Tras la salida de los británicos, la colonia francesa de Mauricio comenzó a enviar personas con lepra y, en 1793, los franceses establecieron una plantación de cocoteros utilizando esclavos como mano de obra. También producían y exportaban cuerdas hechas de fibra de coco y pepino de mar, que se consideraban un manjar en muchos países de Asia oriental. 
Diego García se convirtió en colonia del Reino Unido después de las Guerras Napoleónicas como parte del Tratado de Paz de París (1814), y de 1814 a 1965 la isla estuvo bajo la administración de Mauricio. Las plantaciones principales estaban ubicadas en East Point, el asentamiento principal en el borde este del atolón; el Mini Mini, que se encuentra a 4,5 km al norte de East Point, y el Point Marian, en el extremo oeste del atolón. Todos están ubicados en el costado de la laguna en el borde del atolón. Los trabajadores vivían en estos lugares, pero también en los pueblos esparcidos por la isla.
De 1881 a 1888, Diego García fue la estación de combustible (carbón) para los barcos de vapor que navegaban por el Océano Índico. 
En 1882, la empresa francesa Société Huilière de Diego et de Peros, con sede en Mauricio, consolidó todas las plantaciones de Chagos bajo su control.

#### Dominio francés
Desde su descubrimiento hasta poco después de 1700 la isla perteneció, al menos formalmente, a Portugal, pero fue cedida a Francia, reclamada con el argumento de que se encontraba en la zona gestionada por la entonces colonia francesa de Île de France. El atolón estuvo deshabitado hasta el siglo XVIII, cuando los franceses colonizaron el archipiélago de Chagos para trasladar esclavos africanos a la isla para trabajar en las plantaciones de coco a fin de cosechar el fruto y sus derivados, como el aceite de coco.

#### Dominio británico
Tras las guerras napoleónicas, Diego García quedó bajo dominio británico por el Tratado de París de 1814. En 1838, la esclavitud fue oficialmente abolida. En 1859, tenía 338 habitantes. En 1895, se construyó la primera iglesia.
El atolón sirvió como un almacén de carbón para abastecer de este combustible a los buques británicos que navegaban entre Europa y Australia desde la apertura del canal de Suez en 1869.
En 1965, el Reino Unido separó la isla de la administración de Mauricio para que pudiera permanecer bajo dominio británico, tras la independencia de Mauricio del Reino Unido en 1968, manteniendo el archipiélago como colonia, y rebautizándolo como Territorio Británico del Océano Índico. Hasta 1971, el recurso económico más importante fue la producción de copra.

### Isla en elsigloXX
En 1914, la isla fue visitada por el crucero ligero alemán SMS Emden durante los primeros meses de la Primera Guerra Mundial. 
En 1942, los británicos abrieron la base de la Royal Air Force Diego García (RAF) en la isla y formaron una unidad de hidroaviones en East Point Plantation, con personal militar y equipo de escuadrón n.° 205 y n.° 240, trasladado del hospital de Ceilán. Durante la Segunda Guerra Mundial, los aviones de combate Consolidated PBY Catalina y Short S.25 Sunderland volaron en busca de submarinos japoneses y alemanes. En Canon Point, El Royal Marines Corps (RM) instaló dos cañones navales de seis pulgadas. En febrero de 1942, hubo una misión para proteger la pequeña base de la Royal Navy y la Royal Air Force Base ubicada en la isla de un posible ataque japonés. Después del final de la guerra, la base se cerró el 30 de abril de 1946. 
A principios de la década de 1960, el Reino Unido retiró su presencia militar del Océano Índico, pero eso no incluyó el aeropuerto militar RAF Gan al norte de Diego García en las Maldivas, que permaneció abierto hasta 1976. Acordaron permitir que Estados Unidos estableciera una base de comunicaciones navales en una de las islas. Estados Unidos buscó una isla deshabitada perteneciente al Reino Unido para evitar dificultades políticas con los nuevos estados independientes. Finalmente, Reino Unido y Estados Unidos coincidieron en que la isla Diego García era el lugar más adecuado.

### Compra de la isla por parte del Reino Unido
Para lograr la estrategia de defensa mutua del Reino Unido y los Estados Unidos, en noviembre de 1965, Gran Bretaña compró el Archipiélago de Chagos a la entonces colonia autónoma de Mauricio por 3 millones de libras esterlinas para crear el Territorio Indo-Oceánico Británico (BIOT). La intención era cerrar las plantaciones para crear un territorio británico deshabitado desde el que Estados Unidos pudiera realizar sus actividades militares en la región. 
En abril de 1966, el gobierno británico compró todos los activos de la Chagos Agalega Company en BIOT por 600 000 libras esterlinas y lo operó como una empresa estatal, a la espera de la financiación estadounidense para las instalaciones propuestas.  Sin embargo, las plantaciones, tanto de propiedad privada como estatal, no han resultado rentables debido a la introducción de nuevos aceites y lubricantes en el mercado internacional, así como la apertura de nuevas y más grandes plantaciones de coco en el sudeste asiático y Filipinas.
El 30 de diciembre de 1966, los Estados Unidos y el Reino Unido celebraron un acuerdo que permite a los Estados Unidos utilizar el BIOT con fines de defensa por un período de 50 años (hasta diciembre de 2016), con una extensión de 20 años (hasta 2036), si ninguna de las partes contratantes ha notificado la rescisión del contrato con dos años de antelación (diciembre de 2014 a diciembre de 2016). Reino Unido tiene derecho a decidir bajo qué condiciones adicionales se prorrogará el acuerdo. Estados Unidos no realizó ningún pago al Reino Unido como parte de este Acuerdo o de cualquiera de sus modificaciones posteriores. En cambio, el Reino Unido recibió un descuento de 14 millones de dólares por parte de Estados Unidos en la compra de un sistema de misiles balísticos Polaris (UGM-27 Polaris), según un anexo desclasificado del acuerdo de 1966.

### Llegada de la Marina de los Estados Unidos a la isla
Para Estados Unidos, la isla Diego García fue una importante base militar. Según Stuart Barber, un civil que trabajaba para la Marina de los Estados Unidos en el Pentágono, Diego García estaba lo suficientemente lejos de posibles amenazas, tenía una población local pequeña y era una isla que otros países no querían por falta de intereses económicos. Barber fue el responsable de diseñar el concepto de isla estratégica, según el cual Diego García y las otras pequeñas islas adquiridas jugarían un papel clave en el mantenimiento del dominio estadounidense en el mundo.
Una de las principales ventajas de la isla Diego García fue su escasa población. Despoblado hasta finales del siglo XVIII, Diego García no tuvo población indígena. Los únicos habitantes eran capataces europeos que administraban plantaciones de coco y jornaleros, en su mayoría de origen africano, indio y malayo, conocidos como Chagosanci (ingleses, Chagosianos, Îlois o isleños de Chagos), que vivieron y trabajaron en estas plantaciones durante varias generaciones. Antes del establecimiento de la base militar, el gobierno británico (que era dueño de la isla) había informado al gobierno de Estados Unidos de que Diego García tenía solo unos pocos cientos de habitantes. Esta cifra resultó ser inexacta, ya que la población ascendía a más de 1000 personas. 
Independientemente de la población, los chagosanos tuvieron que ser expulsados de la isla antes de que se pudiera construir la base militar. En 1968 se implementaron las primeras tácticas para reducir la población de Diego García. Por ejemplo, a quienes abandonaron la isla, ya sea por vacaciones o por motivos de salud, no se les permitió regresar, y quienes no abandonaron la isla tuvieron acceso limitado a alimentos y suministros médicos. La táctica se llevó a cabo con la esperanza de que quienes se quedaran en la isla comenzaran a irse "voluntariamente". 
En marzo de 1971, los Batallones de Construcción Naval de los Estados Unidos, más conocidos como Seabee, llegaron a Diego García para iniciar la construcción de la estación de comunicaciones y el aeropuerto. Para cumplir con los términos del acuerdo entre el Reino Unido y Estados Unidos sobre una isla deshabitada, la plantación de Diego García se cerró en octubre de ese año. Los trabajadores de las plantaciones y sus familias fueron reubicados en las plantaciones de los atolones de Peros Banos y Salomon en el noroeste. El entonces gobierno independiente de Mauricio se negó a aceptar a los isleños de forma gratuita, y en 1974 Gran Bretaña pagó 50.650.000 adicionales al gobierno de Mauricio para que aceptara a los isleños. Los isleños restantes de Diego García, entre 1971 y 1973, fueron obligados a abordar buques de carga con destino a Mauricio y las Seychelles.
En 1973, se completó la construcción de la Estación de Comunicaciones Marítimas (NAVCOMMSTA). A principios de la década de 1970, una serie de eventos políticos en el mundo, como la caída de Saigón, la victoria de los Jemeres Rojos en Camboya, el cierre del aeropuerto militar de Peshawar en Pakistán y Kagnev con base en Eritrea, incidente Majagez, aumento de la presencia naval soviética en Adén (Yemen y base aérea soviética en Berbera, Somalia), llevó a Estados Unidos a solicitar, y a Gran Bretaña a aprobar, un permiso para construir un puerto militar y un aeropuerto Diego García ampliado, mientras que los "Seabees" duplicaron el número de trabajadores que construían las instalaciones.
Tras la caída del Shah iraní y la crisis de los rehenes iraníes (1979-1980), prevalecieron los temores en Occidente por la seguridad del flujo de petróleo desde el Golfo Pérsico a través del Estrecho de Ormuz, por lo que Estados Unidos recibió permiso para extender las instalaciones militares de Diego García con un presupuesto cercano a los 400 millones de dólares.

### Espacio marino protegido de Chagos
El 1 de abril de 2010, las aguas aledañas a Chagos fueron declaradas Área Marina Protegida de Chagos. Sin embargo, el estado de Mauricio se opuso a esta decisión, afirmando que la decisión era contraria a los derechos legales de Mauricio, por lo que el 18 de marzo de 2015, la Corte Permanente de Arbitraje (CPA) dictaminó que el Área Protegida de Chagos es ilegal bajo las leyes de Ginebra y la Convención de Derecho Marítimo (UNCLOS - Convención de las Naciones Unidas sobre el Derecho del Mar), porque Mauricio tenía un derecho legalmente vinculante a pescar en las aguas alrededor de Chagos, hasta el eventual regreso de Chagos, y a la conservación de minerales o petróleo descubiertos en o cerca de Chagos antes de su regreso.

## Geografía

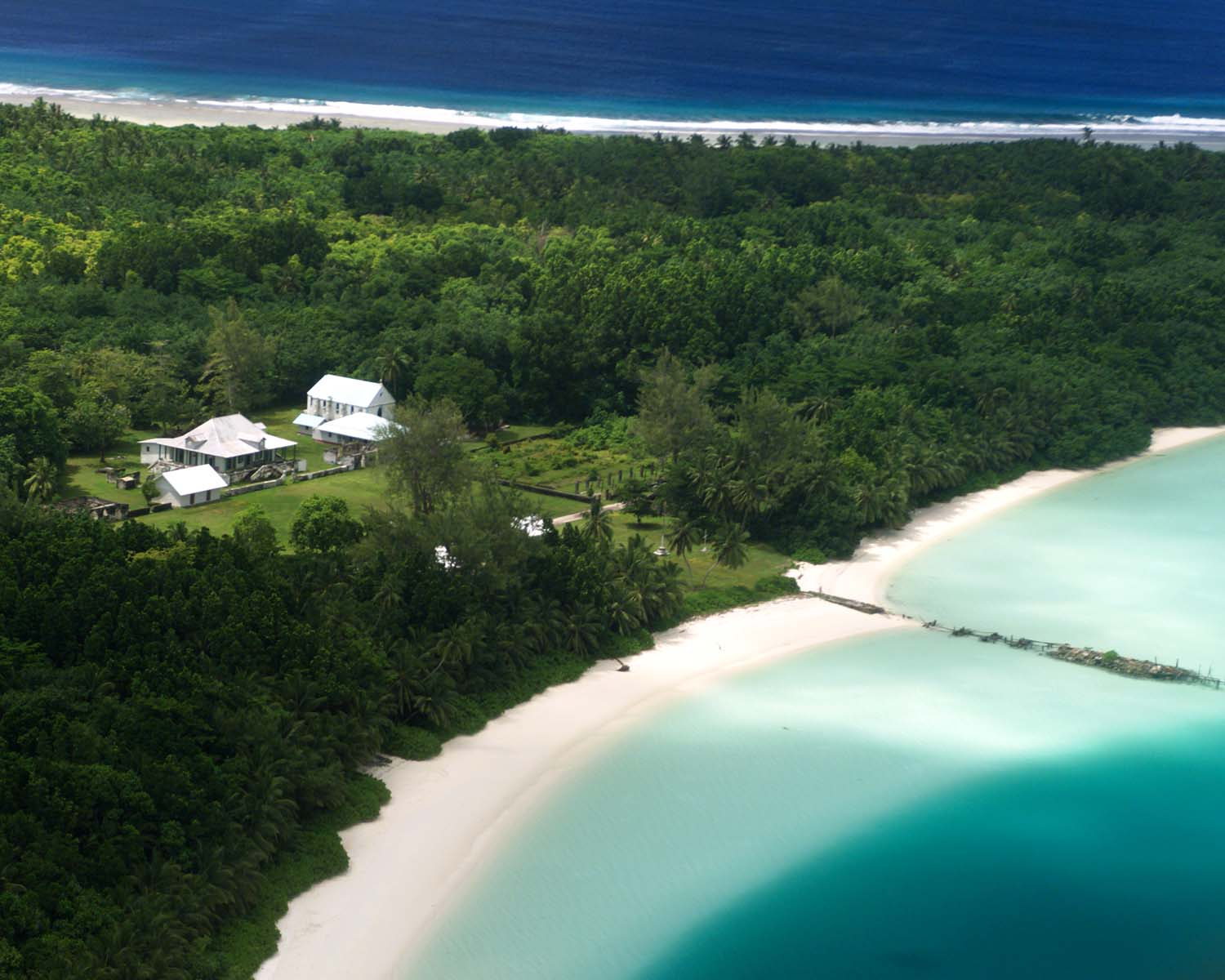
Plantaciones de cocos.

El atolón se encuentra aproximadamente a 1.800 millas náuticas (3.300 km) al este de la costa oriental de África y a 2.200 km al sur del extremo meridional de la India. 
Diego García se encuentra en el extremo sureste de una larga cadena de arrecifes de coral, atolones e islas que comprenden Laquedivas, Maldivas y el archipiélago de Chagos, en el que Diego García está situado geográficamente. La hora local es GMT + 6 horas durante todo el año ya que no tiene cambios de horario.
Es la isla más grande del archipiélago de Chagos y actualmente la única habitada.
Todas las plantas, la vida silvestre y las especies acuáticas de la isla están protegidas hasta cierto punto. Además, la mayoría de las aguas de la laguna están protegidas bajo la designación de sitio Ramsar y gran parte de la isla es una reserva natural.

En 2004, el Reino Unido solicitó el estatus de protección de la Laguna Ramsar y otras aguas de Diego García, que fue aprobado.

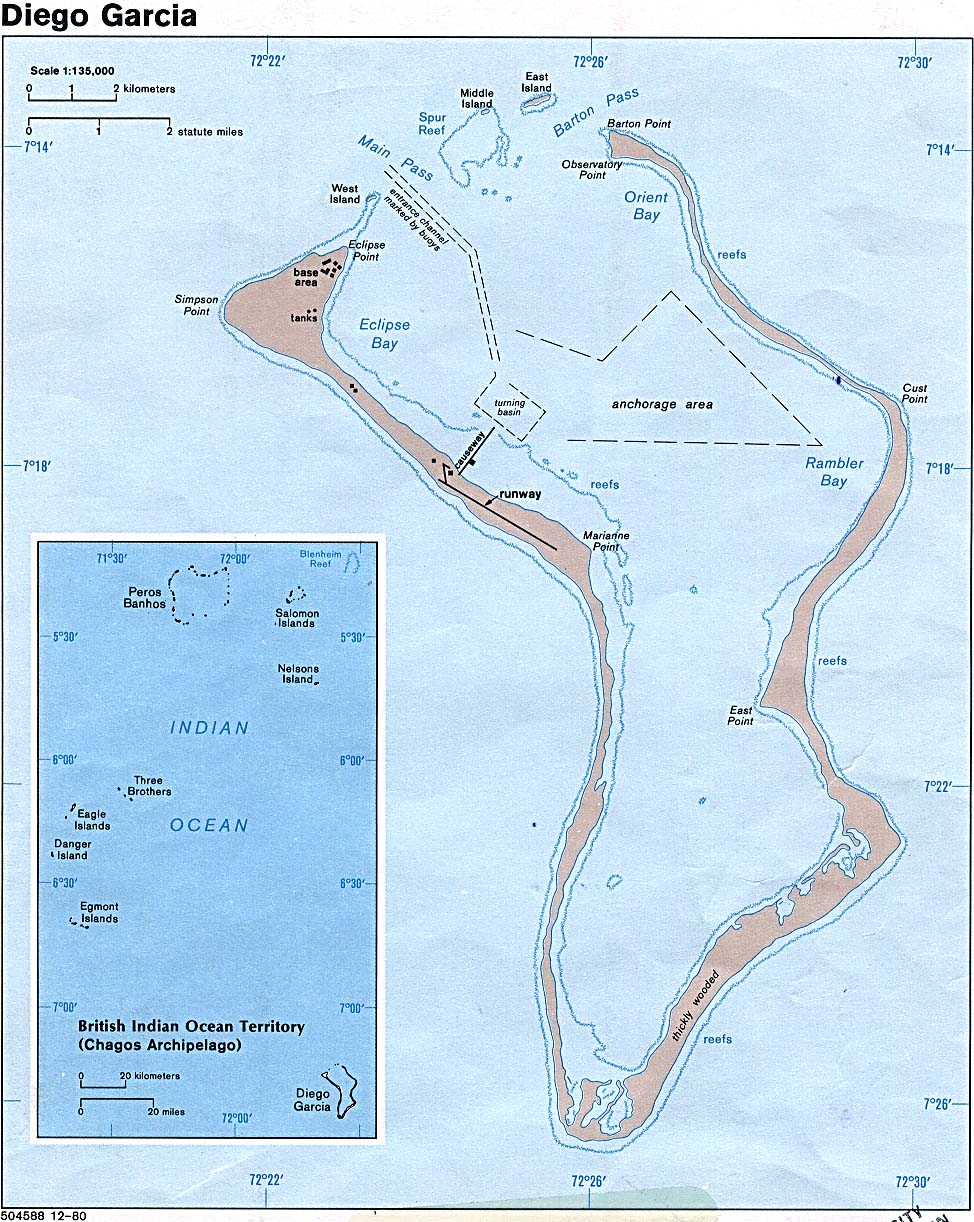
Mapa detallado de la isla.

Diego García es la masa terrestre más grande del Archipiélago de Chagos (que incluye Peros Baños, Islas Salomón, Tres Hermanos, Islas Egmont y la Costa del Gran Chagos), como un atolón de aproximadamente 174 km 2, de los cuales 27,19 km 2 son tierra. parte continua del borde del atolón se extiende 64 km de un extremo al otro, cubriendo una laguna de 21 km de largo y 11 km de ancho, con una abertura de 6 km hacia el norte. Hay tres pequeñas islas en la parte de la apertura.
La isla tiene la mayor superficie terrestre continua de todos los atolones del mundo. El borde del atolón varía en ancho desde unos pocos cientos de metros hasta 2,4 kilómetros. Típico de los atolones de coral, tiene una altura máxima de algunas dunas en el lado del océano en un borde de 9 metros sobre el nivel del mar. El borde del atolón casi cierra una laguna de unos 19 km de largo y unos 8 km de ancho. El atolón forma un borde terrestre casi completo alrededor de la laguna, que cubre aproximadamente el 90% de su perímetro, con una abertura hacia el norte.
La superficie total del atolón es de unos 170 km 2. La superficie de la laguna es de unos 120 km 2, con una profundidad de unos 25 metros. Superficie terrestre total (excluidas las crestas periféricas): unos 30 km 2.
En la laguna, numerosas cabezas de coral suponen un peligro para la navegación. En la mitad sur de la laguna hay numerosos lagos salados llamados barahoi. Estas pequeñas lagunas fuera de la laguna principal se llenan de agua de mar durante la marea alta y se secan durante la marea baja. Las expediciones científicas de 1996 y 2006 describieron la laguna de Diego García y las aguas circundantes, junto con el resto del archipiélago de Chagos, como "extremadamente impolutas" e "inmaculadamente limpias".

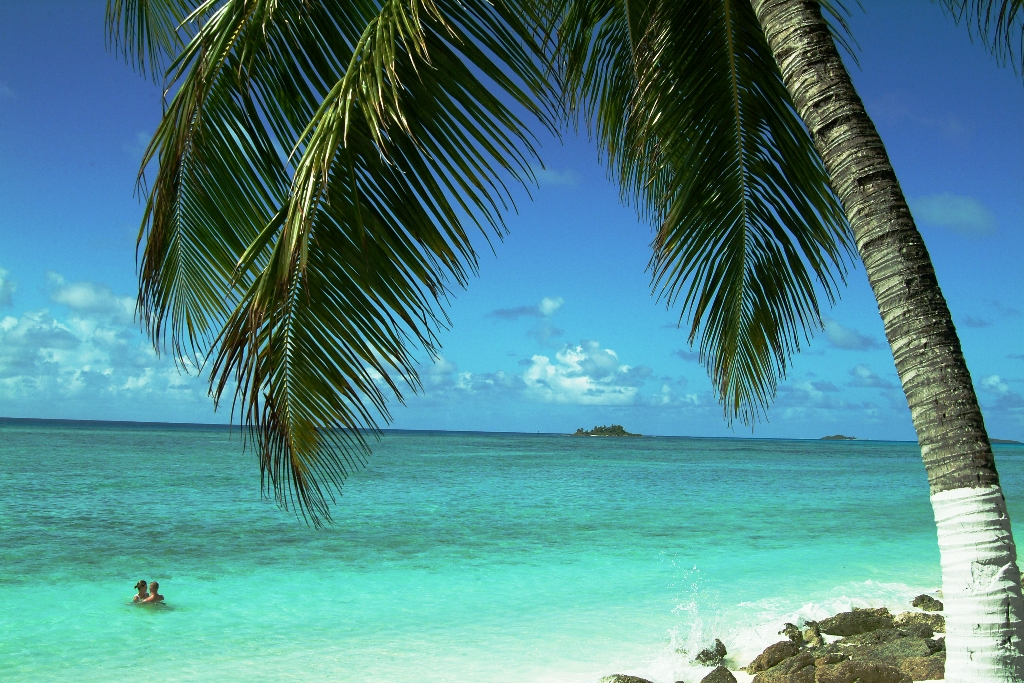
Una de las playas de Diego García

Diego García a menudo se ve afectado por terremotos causados por el movimiento de placas tectónicas a lo largo del Cinturón de Carlsberg, que se encuentra justo al oeste de la isla. Un terremoto de 7,6 grados en la escala de Richter se produjo el 30 de noviembre de 1983, duró 72 segundos y causó daños menores. Otro de 4,6 en la escala de Richter se produjo el 2 de diciembre de 2002.
En diciembre de 2004, un terremoto y un tsunami en el Océano Índico cerca de Indonesia causaron una erosión menor frente a la costa de Burton Point (al noreste del atolón Diego García).

### Oceanografía
La isla Diego García está bajo la influencia de la corriente ecuatorial del sur durante todo el año. Las corrientes superficiales del Océano Índico también tienen un régimen monzónico asociado con el viento monzónico asiático. La temperatura de la superficie del mar está en el rango de 27-29 °C, durante todo el año.

### Climatología
La precipitación media anual es de 2603,5 mm, siendo las lluvias más intensas de septiembre a abril. Enero es el mes más húmedo, con una precipitación mensual promedio de 353 mm, y agosto es el mes más seco, con una precipitación mensual promedio de 106.5 mm.
El principal factor que controla el clima de la isla es la temperatura de la superficie del mar circundante, que se mantiene mayoritariamente constante durante todo el año, con una media máxima diaria de 30 °C en marzo y abril y de 29 °C en el período de julio a septiembre. La variación diurna es de aproximadamente 3-4 °C, por lo que la temperatura nocturna más baja es de 27 °C. La humedad es alta durante todo el año.
De diciembre a marzo, los vientos del oeste soplan a una velocidad de aproximadamente 11 km/h. Durante abril y mayo, los vientos son débiles y cambiantes, soplando en dirección este o sureste. De junio a septiembre se siente la influencia de los pasajes del sureste, con una velocidad de 18.5 - 27.8 km/h. Durante octubre y noviembre, los vientos se vuelven débiles y cambiantes nuevamente.
El riesgo de ciclones tropicales en la isla Diego García es mínimo, debido a su proximidad al ecuador. Las tormentas más fuertes se han registrado solo unas pocas veces en la historia de la isla, como en 1901, el 16 de septiembre de 1944, en septiembre de 1990 y el 22 de julio de 2007.
| Parámetros climáticos promedio de Diego García (extremos 1951-2021) | Parámetros climáticos promedio de Diego García (extremos 1951-2021) | Parámetros climáticos promedio de Diego García (extremos 1951-2021) | Parámetros climáticos promedio de Diego García (extremos 1951-2021) | Parámetros climáticos promedio de Diego García (extremos 1951-2021) | Parámetros climáticos promedio de Diego García (extremos 1951-2021) | Parámetros climáticos promedio de Diego García (extremos 1951-2021) | Parámetros climáticos promedio de Diego García (extremos 1951-2021) | Parámetros climáticos promedio de Diego García (extremos 1951-2021) | Parámetros climáticos promedio de Diego García (extremos 1951-2021) | Parámetros climáticos promedio de Diego García (extremos 1951-2021) | Parámetros climáticos promedio de Diego García (extremos 1951-2021) | Parámetros climáticos promedio de Diego García (extremos 1951-2021) | Parámetros climáticos promedio de Diego García (extremos 1951-2021) |
| Mes                                                                 | Ene.                                                                | Feb.                                                                | Mar.                                                                | Abr.                                                                | May.                                                                | Jun.                                                                | Jul.                                                                | Ago.                                                                | Sep.                                                                | Oct.                                                                | Nov.                                                                | Dic.                                                                | Anual                                                               |
| ------------------------------------------------------------------- | ------------------------------------------------------------------- | ------------------------------------------------------------------- | ------------------------------------------------------------------- | ------------------------------------------------------------------- | ------------------------------------------------------------------- | ------------------------------------------------------------------- | ------------------------------------------------------------------- | ------------------------------------------------------------------- | ------------------------------------------------------------------- | ------------------------------------------------------------------- | ------------------------------------------------------------------- | ------------------------------------------------------------------- | ------------------------------------------------------------------- |
| Temp. máx. abs. (°C)                                                | 36.1                                                                | 37.2                                                                | 36.1                                                                | 35                                                                  | 36.1                                                                | 35                                                                  | 33                                                                  | 32.4                                                                | 34.2                                                                | 34.9                                                                | 35.1                                                                | 37.2                                                                | 37.2                                                                |
| Temp. máx. media (°C)                                               | 29.8                                                                | 30.3                                                                | 30.9                                                                | 30.9                                                                | 30.2                                                                | 29.4                                                                | 28.7                                                                | 28.7                                                                | 29                                                                  | 29.4                                                                | 29.8                                                                | 30.1                                                                | 29.7                                                                |
| Temp. media (°C)                                                    | 27.1                                                                | 27.4                                                                | 27.6                                                                | 27.8                                                                | 27.5                                                                | 26.8                                                                | 26.3                                                                | 26.1                                                                | 26.4                                                                | 26.7                                                                | 27                                                                  | 27.2                                                                | 27                                                                  |
| Temp. mín. media (°C)                                               | 24.7                                                                | 25                                                                  | 25.4                                                                | 25.7                                                                | 25.4                                                                | 24.7                                                                | 24.2                                                                | 24.1                                                                | 24.2                                                                | 24.3                                                                | 24.7                                                                | 24.8                                                                | 24.8                                                                |
| Temp. mín. abs. (°C)                                                | 20                                                                  | 20                                                                  | 17.8                                                                | 21.1                                                                | 17.8                                                                | 17.8                                                                | 17.2                                                                | 20                                                                  | 21.1                                                                | 16.1                                                                | 21.7                                                                | 18.3                                                                | 16.1                                                                |
| Precipitación total (mm)                                            | 340                                                                 | 279                                                                 | 213                                                                 | 194                                                                 | 167                                                                 | 147                                                                 | 144                                                                 | 145                                                                 | 244                                                                 | 281                                                                 | 221                                                                 | 273                                                                 | 2648                                                                |
| Días de lluvias (≥ 0.3 mm)                                          | 22                                                                  | 19                                                                  | 18                                                                  | 17                                                                  | 15                                                                  | 15                                                                  | 17                                                                  | 16                                                                  | 16                                                                  | 20                                                                  | 19                                                                  | 20                                                                  | 214                                                                 |
| Humedad relativa (%)                                                | 80                                                                  | 79                                                                  | 78                                                                  | 77                                                                  | 79                                                                  | 79                                                                  | 79                                                                  | 79                                                                  | 80                                                                  | 79                                                                  | 79                                                                  | 78                                                                  | 78.8                                                                |
| Fuente: Deutscher Wetterdienst.                                     |                                                                     |                                                                     |                                                                     |                                                                     |                                                                     |                                                                     |                                                                     |                                                                     |                                                                     |                                                                     |                                                                     |                                                                     |                                                                     |

### Flora
La primera investigación botánica en la isla fue realizada por Hume en 1883, cuando las plantaciones de cocoteros existían desde hacía un siglo. En 1885, 1905, 1939 y 1967 se llevaron a cabo investigaciones y recolecciones posteriores de especímenes de plantas.  Debido a esto, se sabe muy poco sobre la flora de la isla antes de que fuera habitada por humanos.
Survey 1967, publicado por el Smithsonian Institute (Smithsonian Institution), utilizado como base para las investigaciones recientes más autoritarias. Estos estudios muestran que la vegetación de la isla está cambiando muy rápidamente. Por ejemplo, J.M.V. Top recopiló datos anuales de 1993 a 2003 y encontró que, en promedio, tres nuevas especies de plantas llegan a la isla cada año. Topp y Martin Hamilton del Royal Botanic Gardens en Cue compilaron la lista más reciente de la vegetación de la isla en 2009. 
En 1967, Stoddart describió el cinturón litoral de Diego García como habitado por el arbusto Scaevola taccada (Goodeniaceae), mientras que el interior estaba dominado por el cocotero (Cocos nucifera, Arecaceae).
En 1997, la Marina de los Estados Unidos realizó un estudio de la vegetación en la isla Diego García, que identificó alrededor de 280 especies de plantas vasculares terrestres.  Ninguna de las especies de plantas ha demostrado ser endémica de la isla. Otro estudio, de 2005, identificó solo 36 especies de plantas autóctonas o especies no humanas. Actualmente no hay especies de plantas en peligro de extinción en el continente de Diego García.
De las 36 plantas vasculares autóctonas de Diego García, 12 son árboles, cinco son arbustos, siete son hierbas dicotiledóneas, tres son pastos, cuatro son enredaderas y cinco son helechos.
Doce especies nativas leñosas son: Barringtonia asiatica (Lecythidaceae), Calophyllum inophyllum (calophyllaceae), Cocos nucifera (Arecaceae), Cordia subcordata (Boraginaceae), Guettarda speciosa (Rubiaceae), Intsia bijuga (Fabaceae), Hernandia sonora (hernandiaceae), Morinda citrifolia (Rubiaceae), Neisosperma oppositifolium (Apocynaceae), Pisonia grandis (Nyctaginaceae), Terminalia catappa (Combretaceae) y Heliotropium foertherianum(Boraginaceae). Otras tres especies de árboles son comunes, que pueden ser autóctonas, pero pueden haber sido traídas igualmente por los humanos: Casuarina equisetifolia (Casuarinaceae), Hibiscus tiliaceus (Malvaceae) y Pipturus argenteus (Urticaceae).
Los cinco arbustos nativos son: Caesalpinia bonduc (Fabaceae), Pemphis acidula (Lythraceae), Premna serratifolia (Lamiaceae), Scaevola taccada (Goodeniaceae) y Suriana maritima (Surianaceae).
Además, 134 especies de plantas están clasificadas como "especies exóticas naturalizadas", que fueron introducidas inadvertidamente o intencionalmente por los seres humanos como plantas cultivadas u ornamentales.

### Fauna
Todos los organismos animales terrestres y acuáticos de Diego García están protegidos, con excepción de ciertos peces, ratas y gatos; Se imponen grandes multas a los infractores.

#### Cangrejos
Los tipos más comunes de cangrejos son Cardisoma carnifex (Gecarcinidae) y Birgus latro (Coenobitidae).

#### Mamíferos
No hay especies de mamíferos autóctonos en la isla Diego García y no hay registros de murciélagos. A excepción de las ratas (Rattus rattus), todas las demás especies de mamíferos "salvajes" son descendientes de animales domésticos. Durante el período de la plantación de cocoteros, en Diego García había grandes manadas de burros sicilianos (Equus asinus), decenas de caballos (Equus caballus), cientos de perros (Canis familiaris) y gatos domésticos (Felis catus). En 1971, el comisionado de BIOT ordenó el exterminio de todos los perros callejeros después de que se fueran los últimos trabajadores de la plantación, y el programa continuó hasta 1975, cuando se bvio y se abatió a tiros al último perro callejero. El número de burros, que en 1972 superaba los 400, en 2005 se redujo a solo 20. El último caballo de la isla fue visto en 1995.

#### Especies autóctonas de aves
El número total de especies de aves en el Archipiélago de Chagos, incluido Diego García, es de 91 especies, de las cuales 16 especies tienen grandes poblaciones. Aunque no hay especies de aves endémicas en la isla, existen comunidades de aves marinas de importancia internacional. En Diego García hay grandes comunidades de anidación de Anous stolidus (Laridae), Onychoprion anaethetus (Laridae), Anous tenuirostris (Laridae), Sula sula (Sulidae) y Fregata ariel (Fregatidae).
Otras aves nativas que anidan son: Phaethon rubricauda (Phaethontidae), Ardenna pacifica (Procellariidae), Puffinus lherminieri (Procellariidae), Sterna sumatrana (Laridae), Gygis alba (Laridae), Butorides striata (Aroridae) (A). 

#### Reptiles y anfibios de agua dulce continentales
Se cree que todas las especies de serpientes, lagartos y ranas de la isla fueron traídas por el hombre.  Entre ellos se encuentran las especies: el lagarto Hemidactylus frenatus (Gekkonidae), el lagarto Lepidodactylus lugubris (Gekkonidae), el lagarto Calotes versicolor (Agamidae), la serpiente Indotyphlops braminus (Typhlopidae) y el sapo Bhinon marina.

#### Tortugas marinas
En la isla anidan dos especies de tortugas marinas, la Eretmochelys imbricate (Cheloniidae) y la tortuga verde Chelonia mydas (Cheloniidae). 

## Demografía
Antes de su descubrimiento por el explorador español Diego García de Moger, la isla de Diego García no tenía población permanente. Permaneció deshabitada hasta que se convirtió en colonia francesa en 1793, cuando se construyeron por primera vez asentamientos permanentes en la isla.

### Asentamientos franceses
La mayoría de los habitantes de Diego García de 1793 a 1971 eran trabajadores de plantaciones, pero esto también incluía gerentes franco-mauricianos, administradores indo-mauricianos, trabajadores contratados de Mauricio y las Seychelles, y a fines del siglo XIX, había trabajadores chinos y somalíes.
Todos estos trabajadores desarrollaron una cultura criolla especial llamada Îlois, que significa "isleños" en francés. La población Îlois, conocida como los chagosianos (glois o isleños de Chagos) desde finales de la década de 1990 , desciende principalmente de esclavos traídos de Madagascar entre 1793 y 1810, y de esclavos malasios comprados en el mercado de esclavos en la isla de Nias (ubicada frente a la costa noroeste de Sumatra), alrededor de 1820, hasta que se aprobó la Ley de Aplicación de la Esclavitud de 1833. 
A lo largo de su historia registrada, las plantaciones de Chagos tenían una población de aproximadamente 1,000, aproximadamente dos tercios de los cuales vivían en la isla Diego García. La población de todas las Islas Chagos alcanzó su punto más alto en 1953, cuando tenía una población de 1.142. 
Durante el período colonial, la economía de la isla consistía en plantaciones de coco que producían eneldo y aceite de coco, hasta que las plantaciones cerraron y los habitantes se trasladaron en octubre de 1971. Durante un breve período en la década de 1880, la isla sirvió como estación de combustible (carbón) para los barcos de vapor que navegaban desde el Canal de Suez a través del Océano Índico hasta Australia . 

### Expulsión de la población en 1971
Todos los residentes de la isla Diego García fueron reubicados por la fuerza a otras islas en Chagos, Mauricio o las Seychelles hasta 1971 para cumplir con los requisitos de un acuerdo de 1966 entre el Reino Unido y los Estados Unidos para construir una base militar. No hay consenso sobre cuántos de los evacuados cumplían los criterios para ser Îlois por nacionalidad, pero los gobiernos de Gran Bretaña y Mauricio acordaron, en 1972, que 426 familias, en total 1.151 personas, necesitaban que se les pague una indemnización por su persecución desde la isla. El número total de personas certificadas como Îlois por la Junta del Fondo Fiduciario del Gobierno de Mauricio en 1982 fue de 1.579.
Toda la operación de expulsión, ya fuera directa o forzada privando de medios a los habitantes, se hizo con una completa discreción. Hasta el verano de 1975 no saltó el problema a los medios de comunicación y para entonces, con el proceso completado, su causa fue vista con indiferencia.
Quince años después de la última deportación, los chagosianos recibieron una pequeña compensación de $ 6.000 por persona del gobierno británico, mientras que algunos de ellos no recibieron ninguna compensación. Hasta 2016, la expulsión británica de la población de la isla sigue en proceso de audiencia pública. Hoy, los chagosianos permanecen empobrecidos y viven como extraterrestres "marginados" en las islas de Mauricio y las Seychelles.

### En 1971
Entre 1971 y 2001, los únicos habitantes de la isla Diego García fueron personal militar y civil británico y estadounidense. También hubo trabajadores contratados de Filipinas y Mauricio, incluidos algunos Îlois.  Durante las operaciones de combate de atolones contra Afganistán (2001-2006) e Irak (2003-2006), varias tropas aliadas estaban estacionadas en la isla, incluidas tropas de Australia, Japón y la República de Corea. Según David Winn, "hoy, en cualquier momento dado, la isla alberga entre 3.000 y 5.000 soldados estadounidenses y personal de apoyo civil". Los habitantes de hoy no dependen de la isla y las aguas circundantes para sobrevivir. Aunque se permite la pesca recreativa, todos los demás alimentos se importan por mar o aire. 
En 2004, la Marina de los Estados Unidos describió a la isla Diego García como uno de los secretos mejor guardados del mundo, con excelentes instalaciones recreativas, belleza natural y excelentes condiciones de vida. 

## Gobierno y Política
Diego García es la única isla habitada en el Territorio Indo-Oceánico Británico (BIOT). El gobierno de BIOT está formado por un comisionado (Comisionado para el Territorio Británico del Océano Índico) designado por el Rey. Comisionado ayuda al administrador y un pequeño personal con base en Londres y reside en la Oficina de Relaciones Exteriores y el Ministerio de la Commonwealth (FCO, del inglés. Foreign and Commonwealth Office).

### Importancia geopolítica
En los ataques estadounidenses contra Afganistán e Irak, la ubicación estratégica de la base en esta isla, desde la que se controla Oriente Medio y la mitad de Asia y África, fue vital como plataforma para los bombarderos de largo alcance B-52 y B-2.
Diego García sirvió para amenazar a la Unión Soviética y a China durante la Guerra Fría. Hoy en día sigue siendo indispensable para los intereses de los Estados Unidos en Oriente Medio y en países africanos, como Somalia, así como para vigilar las actividades de los nuevos actores mundiales, China e India, y puntos estratégicos como el estrecho de Ormuz, por donde pasan 17 millones de barriles de crudo al día.
La fuerza aérea de Estados Unidos tiene una pista de 3.650 m para bombarderos y aviones de vigilancia AWACS; tiene oficinas del Mando Espacial para rastrear satélites y comunicación espacial. En la isla hay tres radares telescopio GEODSS para rastrear y localizar objetos hechos por el hombre en el espacio. También tiene una de las cinco estaciones de monitorización del sistema GPS (las otras cuatro están en Colorado Springs, Hawái, Kwajalein y Ascensión).
También sirve como puerto para 14 barcos del Escuadrón 2. Estos barcos sirven para apoyar a las fuerzas de ataque con equipo, suministros, carros de combate ligeros, transporte armado de personal, municiones, combustible y un hospital móvil.
Para los estadounidenses, la isla se conoce como “Campo Justicia,” aloja unos 2.200 soldados destacados de forma permanente, tiene un puerto para 30 barcos de guerra, un depósito de material nuclear de deshecho, una estación de satélites espía, centros comerciales, bares y un campo de golf.

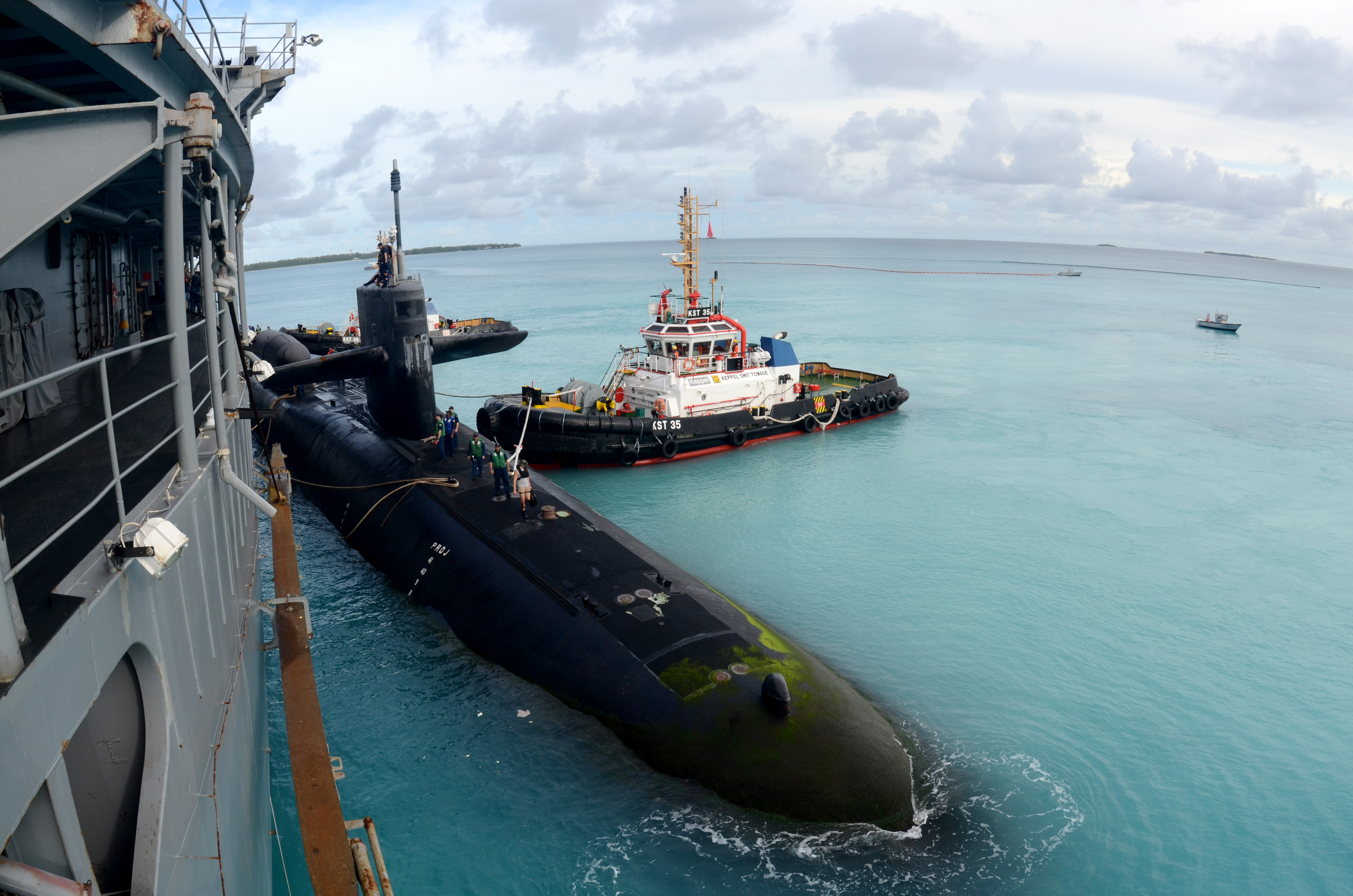
El Submarino estadounidense USS Georgia (SSGN 729) en la isla

## Actividades militares estadounidenses en la isla
Durante la Guerra Fría, después de la retirada británica al Este de Suez, Estados Unidos buscó establecer una base militar en el Océano Índico para contrarrestar la influencia soviética en la región y proteger las rutas marítimas para el transporte de petróleo desde el Medio Oriente. Estados Unidos consideraba que el atolón era la "Malta del Océano Índico", equidistante de todos los puntos. El interés de la isla se demostró varias veces durante la Revolución iraní, la invasión iraquí de Kuwait, la Operación Desert Fox, la Operación Libertad Duradera y la Operación Libertad Iraquí. Hoy, el atolón sigue desempeñando un papel estratégico clave para los Estados Unidos en el Océano Índico. 
Las instalaciones militares de Diego García en los Estados Unidos se conocían informalmente como Camp Justice,  y en julio de 2006, fueron rebautizadas como Camp Thunder Cove . 
La actividad militar estadounidense en la isla Diego García ha provocado en el pasado desacuerdos entre India y Estados Unidos. Varios partidos políticos de la India han pedido reiteradamente la destrucción de la base militar porque consideraron que la presencia estadounidense de Diego García era un obstáculo para la paz en el Océano Índico.  En los últimos años, las relaciones entre la India y los Estados Unidos han mejorado y Diego García ha sido escenario de varios ejercicios navales entre los Estados Unidos y la India entre 2001 y 2004.

### Instalación de Apoyo Naval Diego García
La Instalación de Apoyo Naval Diego García brinda servicios de Servicios de Operaciones de Base (BOS) para los comandos ubicados en la isla. 

### Unidades militares de la Fuerza Aérea de Estados Unidos colocadas sobre Diego García
- Ala 36, Fuerza Aérea del Pacífico (PACAF)
- Det 1, 730 ° Escuadrón de movilidad aérea ( 730 ° Escuadrón de movilidad aérea), comando de movilidad aérea (Comando de movilidad aérea)
- AFSPC Det 1, operaciones espaciales del 21 escuadrón (21 ° escuadrón de operaciones espaciales , 21 ° SOPS)

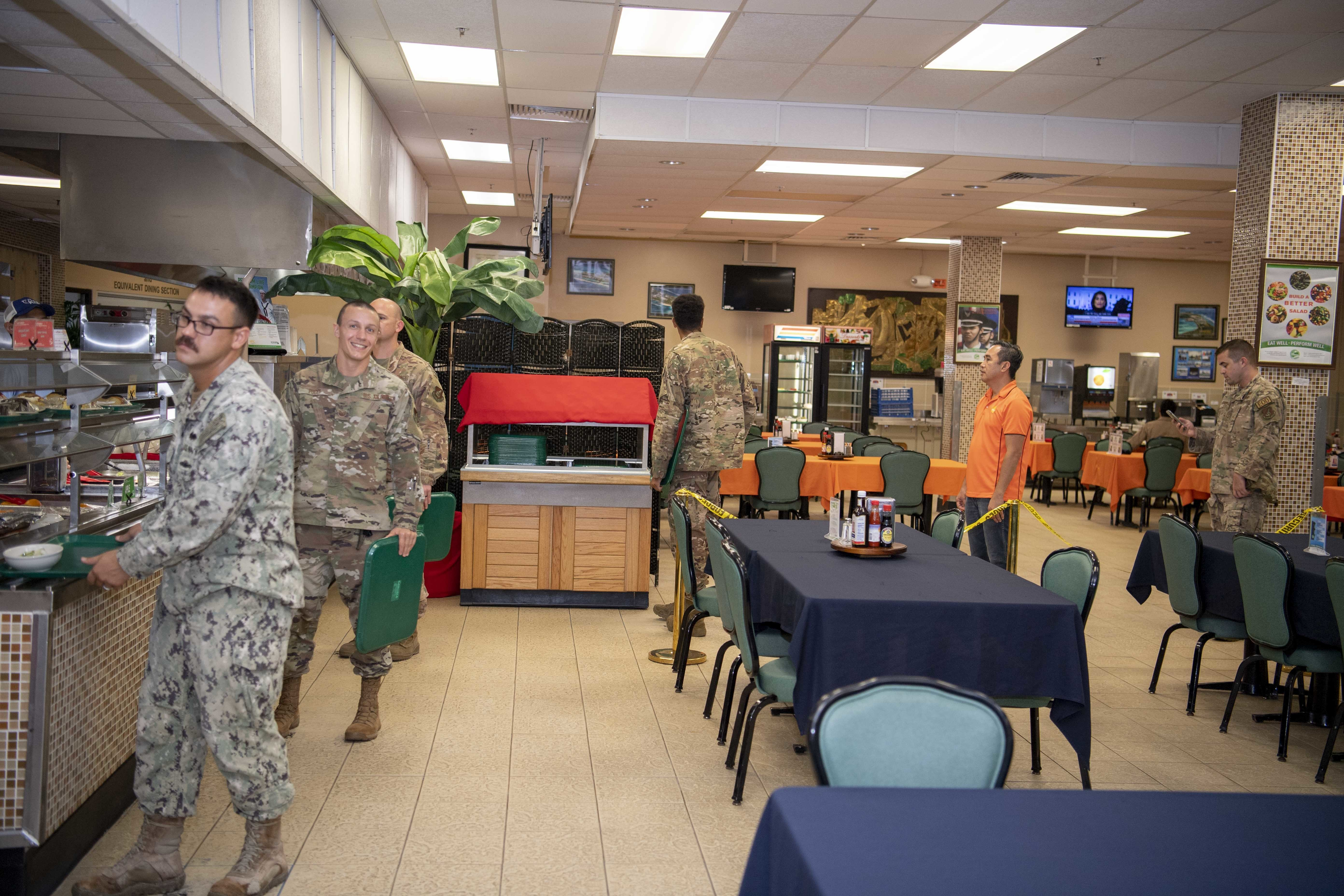
Comedor para militares estadounidenses en Diego García

- Comedor para militares estadounidenses en Diego GarcíaAFSPC Det 2, instalación de GEODSS (Vigilancia electroóptica del espacio profundo basada en tierra), Comando espacial de la Fuerza Aérea de los EE. UU. (AFSPC)

### Barcos de los Estados Unidos
El atolón alberga los barcos del Escuadrón 2 de los Estados Unidos de América. Estos barcos transportan equipos y suministros para apoyar a las grandes fuerzas armadas con tanques, vehículos blindados, municiones, combustible, repuestos e incluso un hospital móvil. Este equipo se utilizó durante la Guerra del Golfo, cuando el escuadrón transportó equipo a Arabia Saudita.
La composición de los barcos MPSRON TWO es dinámica. En agosto de 2010 estaba formado por los siguientes barcos:
- Capitán de MV Steven L. Bennett (T-AK-4296)
- Botón USNS SGT William R. (T-AK-3012)
- MV SSG Edward A. Carter, Jr. (T-AK-4544)
- MV May. Bernard F. Fisher (T-AK-4396)
- USNS Lawrence H. Gianella (T-AOT-1125)
- USNS SGT Matej Kocak (T-AK-3005)
- USNS 1st LT Baldomero Lopez (T-AK-3010)
- MV LTC John UD Página
- USNS GySgt Fred W. Stockham (T-AK-3017)

Cinco de estos barcos tienen reservas para el Cuerpo de Marines de los Estados Unidos, suficientes para apoyar al Grupo de Trabajo de Aviación Marina durante 30 días: USNS Button, USNS Kocak, USNS Lopez, USNS Stockham y USNS Fisher.

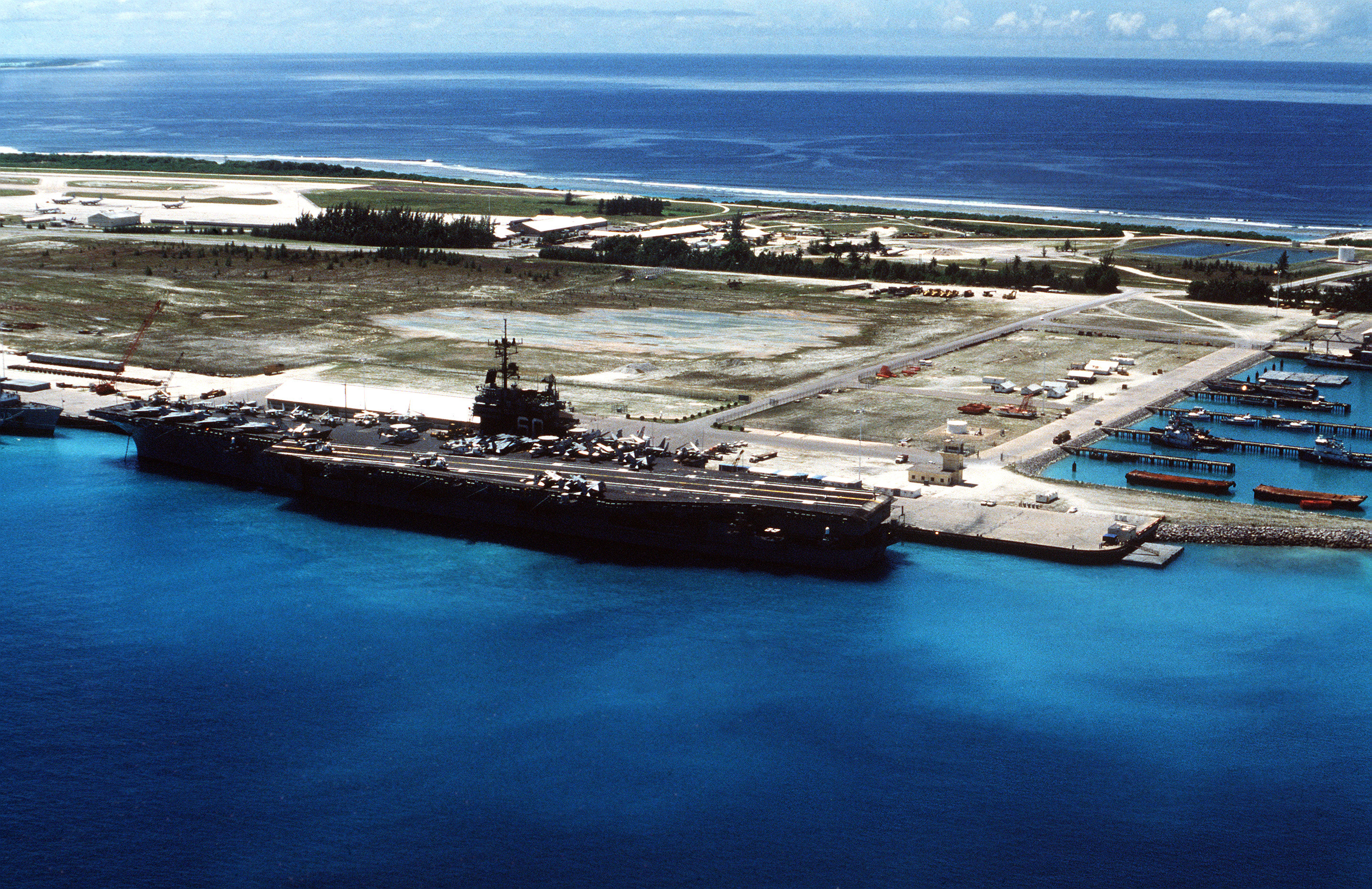
El USS Saratoga (CV-60) en la Base militar británica en la isla.

## Administración militar
El Reino Unido representa el territorio a nivel internacional. No hay gobierno local, y la administración está representada por Diego García, el comandante británico al mando de las fuerzas británicas. El comisionado promulga las leyes y los reglamentos y el representante británico los implementa en el BIOT.
De gran importancia para la administración de BIOT es la relación con las fuerzas militares estadounidenses estacionadas en la isla de Diego García. Una reunión anual, llamada The Pol-Mil Talks, se lleva a cabo en la Oficina de Relaciones Exteriores y del Commonwealth en Londres para abordar temas relevantes. Los acuerdos se formalizan en el "Canje de Notas" o, desde 2001, en el "Canje de Notas".
Ni los Estados Unidos ni el Reino Unido reconocen a la isla Diego García como sujeto del Acuerdo de Pelindaba de 1996, que establece que BIOT está cubierto por el acuerdo.  No se sabe si alguna vez se almacenaron armas nucleares en la isla.  Noam Chomsky y Peter Sand afirman que Estados Unidos y el Reino Unido están bloqueando la plena implementación de este acuerdo.

### Uso militar

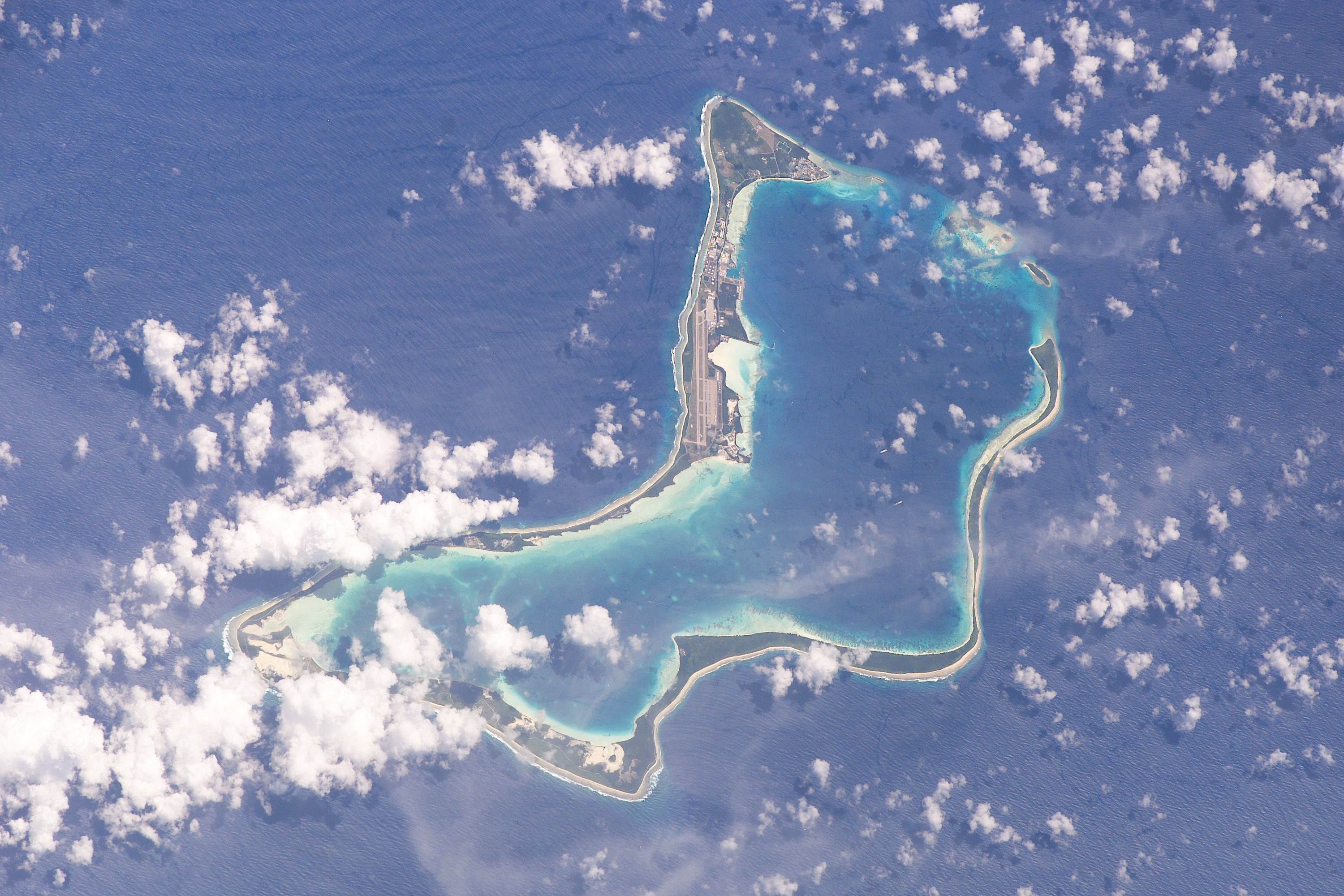
Imagen de Diego Garcia tomada por un astronauta de la NASA.

En 1966, el Reino Unido arrendó la isla durante 50 años a los Estados Unidos (hasta 2016 y prorrogado hasta 2036) para que instalasen una base en el Índico. Como condición previa al alquiler, EE. UU. había exigido al gobierno británico "sanear" las islas de su población nativa y animales, o sea expulsar a los nativos. En los años siguientes, se expulsó forzosamente a toda la población nativa (unos 1800 habitantes) gradualmente hacia Mauricio y las Seychelles, al tiempo que se construían estructuras militares y de inteligencia.
A pesar de que el Tribunal Supremo británico sentenció que la expulsión fue ilegal y que la población tiene derecho a regresar, los distintos gobiernos británicos se han negado a cumplir la sentencia. El ministerio de Relaciones Exteriores británico (Foreign Office) continúa apelando ante la Alta Corte por la expulsión ilegal del total de los 1800 residentes de Diego García.

### Cuestiones políticas transnacionales
Hay dos temas políticos transnacionales para Diego García y BIOT, a través del gobierno británico.
- Primero, la nación insular de Mauricio reclama el archipiélago de Chagos (que comparte frontera con BIOT), incluida la isla de Diego García. Un problema menor es la oposición de Mauricio a la declaración del gobierno del Reino Unido del 1 de abril de 2010 de que BIOT es un área marina protegida donde las industrias de pesca y extracción (incluida la exploración de petróleo y gas) están prohibidas.
- En segundo lugar, la cuestión de la indemnización y la repatriación (repatriación) de los ex residentes, perseguidos desde 1973, sigue en proceso de audiencia pública y ha sido remitida al Tribunal Europeo de Derechos Humanos por un grupo de ex residentes.[27]

## Centro de detenciones
Además de su uso militar, el gobierno de Estados Unidos se ha visto acusado por organizaciones de defensores de los derechos humanos, respecto de que Diego García también se utiliza por el gobierno de ese país para la rendición extraordinaria de prisioneros (transferencia de un prisionero de un país a otro fuera del proceso jurídico de la extradición).
Otra característica importante, además de su uso militar, es el hecho de que es la más importante de las cárceles flotantes de la CIA.
Las evidencias indican que la CIA ha estado utilizándola como: prisión secreta para sospechosos de pertenecer a Al-Qaeda, como una base aérea de EE. UU. en el territorio británico de la isla Diego García y ha estado trabajando con el gobierno de Londres para impedir el regreso de los habitantes originales de la isla, que fueron forzados a abandonarla a fines de la década de 1960.
El general estadounidense Barry McCaffrey ha indicado, dos veces, que Diego García fue utilizada para encarcelar a sospechosos de terrorismo, y afirmó en una entrevista televisiva: "Tenemos tras las rejas a unas 3.000 personas repartidas en la Base Aérea de Bagram, Guantánamo, Diego García y unos 16 campos en Irak".
Las fuentes de la denuncia incluyen a un senador suizo, al relator especial para la tortura de la ONU, detenidos anteriores y la ONG Reprieve del Reino Unido, que ha dedicado varios años a investigar las misteriosas detenciones en prisiones secretas. Los EE. UU. indican que si permiten su regreso a los isleños, éstos presentarían un “riesgo inaceptable” para su base.[cita requerida] Solamente han reconocido que en 2002 hubo dos vuelos que transportaron a un único detenido destinado a Diego García.
El senador suizo Dick Marty entregó información al Consejo de Europa sobre la utilización de la isla como prisión secreta de Estados Unidos, para procesarlos y después mandarlos a Guantánamo.
Entre los detenidos que habrían pasado por Diego García se contarían, según varias fuentes:
- Ibn al-Sheikh al-Libi: transferido del buque USS Bataan en 2002. Tras confesar posteriormente, bajo tortura en Guantánamo, fue entregado a las autoridades libias.[27]
- Ramzi Binalshibh: trasladado a Guantánamo en 2006.[cita requerida]
- Riduan Isamuddin: también conocido como Hambali.[33]

### Presunta presencia de una prisión
En 2015, el exjefe de gabinete del secretario de Estado estadounidense Colin Powell, Lawrence Vilkerson afirmó que la isla de Diego García había sido utilizada por la Agencia Central de Inteligencia (ing. Agencia Central de Inteligencia, parte CIA ) para "actividades maliciosas". Afirmó haber aprendido de tres fuentes de inteligencia estadounidenses que Diego García había sido utilizado como un "sitio de tránsito donde las personas eran alojadas temporalmente, digamos, e interrogadas de vez en cuando" y que "un lugar donde otros lugares estaban llenos o se consideraban demasiado peligrosos o inseguro o inaccesible en ese momento ”.
En junio de 2004, el secretario de Estado del Reino Unido, Jack Straw, dijo que las autoridades estadounidenses le habían asegurado repetidamente que ningún preso había pasado por Diego García.
En 2005, surgieron rumores de que Diego García era una de las ubicaciones secretas de la CIA. En octubre de 2007, el Comité de Asuntos Exteriores del Parlamento Británico anunció que iniciaría una investigación sobre las denuncias del encarcelamiento de Diego García, que afirmó fueron confirmadas dos veces por comentarios hechos por el general retirado del ejército estadounidense Barry McCaffrey. El 31 de julio de 2008, un exfuncionario de la Casa Blanca no identificado afirmó que Estados Unidos había detenido e interrogado al menos a un sospechoso en la isla Diego García durante 2002 y posiblemente 2003.
Manfred Novak, uno de los cinco relatores especiales de las Naciones Unidas sobre la tortura, afirma que hay pruebas sólidas que respaldan el presunto uso de la isla Diego García como prisión. La organización de derechos humanos Reprieve afirma que se utilizaron barcos estadounidenses fuera de las aguas territoriales de Diego García para detener y torturar a los detenidos.

## Transporte
Todos los alimentos y equipos consumibles se llevan a Diego García por mar o aire, y todos los residuos no biodegradables se transportan también fuera de la isla. De 1971 a 1973, los LST de la Marina de los Estados Unidos prestaron este servicio. A partir de 1973, se contrataron buques civiles para prestar estos servicios. De 2004 a 2009, el portacontenedores de bandera estadounidense MV Baffin Strait, a menudo conocido como el «transbordador DGAR», entregó 250 contenedores cada mes desde Singapur a Diego García. El buque entregó «más de 200.000 toneladas de carga a la isla cada año». En el viaje de vuelta a Singapur, transportaba metales reciclables.
En 2004, TransAtlantic Lines superó la oferta de Sealift Incorporated para hacerse con el contrato de transporte entre Singapur y Diego García. Anteriormente, la ruta la cubría el MV Sagamore de Sealift Inc., tripulado por miembros del sindicato American Maritime Officers and Seafarers' International Union. Según se informa, TransAtlantic Lines ganó el contrato por aproximadamente un 10%, lo que representa una diferencia de precio de unos 2,7 millones de dólares. El fletamento del Estrecho de Baffin duró desde el 10 de enero de 2005 hasta el 30 de septiembre de 2008, a una tarifa diaria de 12.550 dólares.
En abril de 2025, el presidente estadounidense Donald Trump propuso un arancel del 10% sobre la isla y otros territorios.